# Ero massone
Ero massone è un saggio di Maurice Caillet, nel quale l'autore narra la sua "conversione dalla massoneria alla fede".
Pubblicato in Spagna nel 2008, è stato successivamente tradotto in francese, portoghese e italiano.

## Contenuto
Maurice Caillet, medico francese, specializzato in chirurgia ginecologica, narra la sua storia: non battezzato, materialista, abortista e anticattolico, nel 1970 entra a far parte della Massoneria e diventa "Maestro Venerabile" di una delle più potenti logge del "Grande Oriente di Francia".
Nel libro descrive minuziosamente i rituali massonici cui ha partecipato nel suo cammino di adepto, dall'iniziazione fino al grado di "venerabile".
Nel 1984, all'apice della carriera politica e professionale, si reca in pellegrinaggio  a Lourdes per accompagnare la moglie Claude, gravemente ammalata: improvvisamente si converte al Cristianesimo e decide di lasciare la massoneria, dopo quasi quindici anni di appartenenza, incontrando, in seguito a questa decisione, difficoltà di ogni tipo: tra l'altro, deve rinunciare alla carriera di medico e viene emarginato dal Partito Socialista Francese, del quale era diventato un "notabile".
Caillet sostiene nel libro che la Massoneria francese ha promosso le leggi a favore del divorzio, dell'aborto, delle unioni civili e omosessuali, della manipolazione degli embrioni, della depenalizzazione delle droghe leggere e della legalizzazione dell'eutanasia.
In merito alla conversione ricorda che - mentre Claude si trovava nelle piscine di Lourdes, e lui assisteva per la prima volta alla messa nella "Cripta", dove si era riparato a causa del freddo - quando il sacerdote, leggendo il Vangelo, aveva detto: "Chiedete e vi sarà dato, cercate e troverete, bussate e vi sarà aperto", lui era rimasto "sbalordito", perché aveva sentito quella frase il giorno della sua iniziazione alla Massoneria ed era solito ripeterla quando, successivamente, "iniziava" i profani.
Subito dopo, nel silenzio della cripta, Caillet, che si era sempre «preso gioco delle voci di Giovanna d'Arco», aveva inteso chiaramente nella sua testa «una voce dolce, che non era né la mia coscienza né una voce esterna», che gli diceva: «È una buona cosa che tu domandi la guarigione di Claude, ma che cosa hai tu da offrire?». Ebbe allora lo «slancio» di offrirsi a Dio: «poca cosa, ma è molto per un ateo che aveva "mangiato preti" per più di quarant'anni». Al termine della messa, aveva chiesto allo stupito sacerdote di essere battezzato: era l'inizio del percorso spirituale che l'avrebbe portato alla conversione.
Questa è inizialmente un incontro con Gesù, vissuto attraverso quella che l'autore definisce locuzione interiore. Dopo aver chiesto il battesimo nel santuario cattolico di Lourdes, ed essere stato indirizzato all'arcivescovo competente (essendo il caso delicato per l'appartenenza alla massoneria), Caillet, per ragioni contingenti, aderisce in un primo tempo alla Chiesa ortodossa e, solo successivamente, a quella cattolica.
In seguito abbandona la massoneria e si dedica, insieme alla moglie, all'approfondimento della fede cattolica, seguito da una partecipazione attiva, specialmente nell'ambito del Rinnovamento carismatico. Scrive diverse opere, sottolineando in particolare, come in "Catholique et franc-maçon:est-ce possible?", l'incompatibilità tra massoneria e Cristianesimo.
Racconta inoltre che lui e Claude, entrambi sposati e divorziati, si erano risposati inizialmente con rito civile. Dopo la conversione dell'autore, avevano dovuto affrontare un lungo iter burocratico culminato, dopo la dichiarazione di nullità del primo matrimonio religioso di Claude, con il matrimonio cattolico.

## Edizioni
- Maurice Caillet, Ero massone, Edizioni EFFEDIEFFE, 2013,  p. 208, ISBN 978-88-85223-65-3.